# Cung Khác Hoàng quý phi
Hiếu Ninh Thái hoàng thái hậu (chữ Hán: 孝宁太皇太后; 1565 - 1630), thường được gọi là Trịnh Quý phi (鄭貴妃), là sủng phi của Minh Thần Tông Vạn Lịch hoàng đế. Bà là mẹ của Phúc Cung vương Chu Thường Tuân (朱常洵) và là tổ mẫu của Hoằng Quang Đế nhà Nam Minh.

## Tiểu sử
Trịnh Quý phi người ở Đại Hưng, Kinh Nam, cha là Trịnh Thừa Hiến (鄭承憲), chú là Trịnh Thừa Ân (鄭承恩); anh trai là Trịnh Quốc Thái (鄭國泰).
Năm 1581, năm Vạn Lịch thứ 9, tháng 8, có chỉ tuyển tú nữ, Trịnh thị nhan sắc yêu mị, nhận chỉ nhập cung, lập tức được Vạn Lịch Đế sủng ái, phong làm Thục tần (淑嬪). Trịnh thị được mô tả là xinh đẹp xuất chúng, lại biết tính toán tâm cơ, rất được Vạn Lịch Đế sủng ái yêu chiều, thăng làm Đức phi (德妃).
Năm 1584, sinh hạ Hoàng thứ nữ Vân Hòa công chúa (雲和公主), được phong ngay làm Quý phi. Năm 1585, sinh hạ Hoàng nhị tử Bân Ai vương Chu Thường Tự (朱常溆), rồi sang năm 1586 sinh hạ Hoàng tam tử Phúc Cung vương Chu Thường Tuân (朱常洵). Cùng năm đó, tiến phong làm Hoàng quý phi.
Năm 1587, sinh hạ Tứ hoàng tử Nguyên Hoài vương Chu Thường Trị (朱常治), rồi liên tiếp là Linh Khâu công chúa (靈丘公主) và Thọ Ninh công chúa (壽寧公主). Tổng cộng, bà sinh hạ 3 Hoàng tử và 3 Hoàng nữ. Do sinh hạ nhiều Hoàng tự và được Vạn Lịch Đế sủng ái, địa vị của Hoàng quý phi cực kỳ vững chắc, các con của bà cũng rất được Hoàng đế yêu quý, đặc biệt là Hoàng tam tử Chu Thường Tuân. Vì thế, trong cung đều lưu truyền Trịnh thị mới đích thực là "Thực tế thượng đích Hoàng hậu" (實際上的皇后). Vì đắc sủng quyền thế, Trịnh Hoàng quý phi mưu đồ bất chính, ý định giành ngôi Thái tử về cho con trai mình, nên ra sức dùng tiền tài thế lực lôi kéo quan viên trong triều.
Đương lúc Vạn Lịch Đế muốn lập Hoàng tử, Hoàng quý phi lôi kéo quan viên, kết bè đảng kiến nghị Vạn Lịch Đế chọn Hoàng tam tử Chu Thường Tuân. Nhưng Vạn Lịch Đế quyết định lập Hoàng trưởng tử Chu Thường Lạc, con trai của Vương Cung phi làm Hoàng tử, khiến Trịnh Hoàng quý phi thất vọng. Nhưng không dừng lại ở đó, Hoàng quý phi câu kết quan viên, lôi kéo của gia đình hòng mưu lật đổ Thái tử, trong đó có liên quan đến hai vụ án, án đĩnh kích và án hồng hoàn.
Năm 1620, Vạn Lịch hoàng đế và Hiếu Đoan Hiển hoàng hậu Vương Hỉ Thư cùng giá băng. Trịnh Hoàng quý phi được cháu là Trịnh Dưỡng Tính (鄭養性) dâng sớ đưa đến trú tại Từ Ninh cung (慈寧宮). Đến thời Minh Hi Tông, Ngụy Trung Hiền chuyên quyền, đưa Hoàng quý phi đến Nhân Thọ cung (仁壽宮).
Năm 1630, năm Sùng Trinh thứ 3, tháng 7, Hoàng quý phi Trịnh thị qua đời, thọ khoảng 65 tuổi. Thụy hiệu là Cung Khác Huệ Vinh Hòa Tĩnh Hoàng quý phi (恭恪惠榮和靖皇貴妃), an táng tại Ngân Tuyền sơn (銀泉山).
Hoàng Quang Đế nhà Nam Minh là cháu ruột của Trịnh Quý phi, tôn thụy cho bà là Hiếu Ninh Ôn Mục Trang Huệ Từ Ý Hiến Thiên Dụ Thánh Thái hoàng thái hậu (孝寧溫穆莊惠慈懿憲天裕聖太皇太后).

## Hậu duệ
Trịnh thị sinh cho Vạn Lịch Đế tổng cộng 6 người con, 3 Hoàng tử và 3 Hoàng nữ, lần lượt là:
1. Hoàng nhị nữ Vân Hòa công chúa (雲和公主; 9 tháng 1, 1584 - 8 tháng 11, 1590), tên gọi Chu Hiên Xu (朱軒姝), khi vừa sinh ra được Vạn Lịch Đế hết lòng yêu thương, sau chết yểu khi lên 7 tuổi.
2. Hoàng nhị tử Chu Thường Tự (朱常溆; 19 tháng 1, 1585), chết ngay sau khi sinh.
3. Hoàng tam tử Chu Thường Tuân (朱常洵; 22 tháng 2, 1586 - 2 tháng 3 năm 1641), sơ phong Phúc vương (福王), rất được Vạn Lịch Đế sủng ái, nhiều lần muốn lập làm Thái tử thay cho Hoàng trưởng tử Chu Thường Lạc. Sinh ra Minh An Tông Chu Do Tung, được truy tôn làm Cung Tông Hiếu hoàng đế (恭宗孝皇帝).
4. Hoàng tứ tử Chu Thường Trị (朱常治; 1587 - 1588), truy thụy Nguyên Hoài vương (沅懷王), chết non.
5. Hoàng lục nữ Linh Khâu công chúa (靈丘公主; 23 tháng 9, 1588 - 16 tháng 6, 1589), tên gọi Chu Hiên Diêu (朱軒姚), chết non.
6. Hoàng thất nữ Thọ Ninh công chúa (壽寧公主; 11 tháng 4, 1592 - 13 tháng 8 năm 1634), tên gọi Chu Hiên Vị (朱軒媁), tư sắc mĩ mạo, rất được Vạn Lịch Đế xem trọng, hạ giá Nhiễm Hưng Nhượng (冉興讓).